# Dugòngids
Els dugòngids (Dugongidae) són una família de mamífers sirenis que actualment només compten amb una espècie vivent, el dugong. El primer dugòngid, l'haliteri, aparegué durant l'estatge Lutecià a la regió que avui en dia és el mar Mediterrani.